# Гутфард, Фабьен
Фабьен Гутфард (фр. Fabien Gouttefarde) — французский политик, бывший депутат Национального собрания Франции.

## Биография
Фабьен Гутфард родился 27 сентября 1978 года в Версале. Закончил факультет Жана Монне в Университете Париж XI, получил диплом магистра в области международного и Европейского общественного права. В 2003 году поступил в Институт политических исследований в Париже, выполнял исследовательскую работу в университетах Париж XI и Монреаля, защитил диплом на тему «Правовая внешняя политика Европейского Союза в рамках ВТО». В 2011 году окончил Региональный институт управления в Лионе, а в июне 2015 года получил ученую степень в области «Cудебная практика и исследования» Парижского университета I Пантеон-Сорбонна.
В 2008 году Фабьен Гутфард начал работать в Управлении по правовым вопросам Министерства обороны, специализировался в области международного уголовного и гуманитарного права, в 2011-2013 годах был представителем министерства при Европейском парламенте. В 2013 году стал юрисконсультом Национального управления по делам ветеранов и жертв войны, задачей которого является защита прав и памяти ветеранов войны и выплата компенсации жертвам войны.
С начала образования движения «Вперёд!» в апреле 2016 года присоединился к нему, возглавил отделение в департаменте Эр, в котором проживает.  Перед выборами в Национальное собрание в 2017 году становится официальным кандидатом движения «Вперёд, Республика!» по 2-му избирательному округу департамента Эр. 18 июня 2017 года одержал победу над кандидатом Национального фронта во 2-м туре выборов, получив 63,25 % голосов.
В Национальном собрании Фабьен Гутфард является членом комиссии по национальной обороне и вооруженным силам. Он также является председателем группы «Франция-Йемен» и исследовательской группы по гуманитарным вопросам в Национальном собрании Франции. Входит в состав делегации Франции в Парламентской Ассамблеи Совета Европы (ПАСЕ) в Страсбурге, является членом комиссии по делам миграции и беженцев.
На выборах в Национальное собрание в 2022 году он вновь баллотировался во втором округе департамента Эр от президентского большинства, но потерпел поражение от кандидата Национального объединения Катьяны Левавассёр во втором туре, набрав 48,9 %.
В марте 2020 года Фабьен Гутфард был избран в муниципальный совет коммуны Тийер-сюр-Авр. 31 августа 2022 года, после отставки мэра Мишеля Франсуа, он был избран мэром этой коммуны.

## Занимаемые выборные должности
15.03.2020 — 30.08.2022 — мэр коммуны Тийер-сюр-Авр

21.06.2017 — 21.06.2022 — депутат Национального собрания Франции от 2-го избирательного округа департамента Эр 

с 31.08.2022 — мэр коммуны Тийер-сюр-Авр